# فرانك كريستنسن
فرانك كريستنسن (بالدنماركية: Frank Kristensen)‏ (10 مارس 1977 في الدنمارك - ) هو لاعب كرة قدم دانمركي في مركز الهجوم. شارك مع منتخب الدنمارك تحت 21 سنة لكرة القدم. أما مع النوادي، فقد لعب مع نادي راندرس ونادي ميتييلاند ونادي إيكست ‏.

## وصلات خارجية
- فرانك كريستنسن على موقع قاعدة بيانات كرة القدم.إي يو (الإنجليزية)